# Hazel Scott
Hazel Dorothy Scott (11 de junho de 1920 – 2 de outubro de 1981) foi uma pianista e cantora trinitária-tobagense de jazz e música clássica; ela também atuou como ela mesma em vários filmes.
Nascida em Porto de Espanha, Hazel com quatro anos de idade foi com a sua mãe para a Cidade de Nova York. Reconhecida logo cedo como uma prodígio musical, Scott recebeu bolsas de estudo a partir dos oito anos de idade para estudar na Juilliard School. Ela começou a se apresentar em uma banda de jazz na adolescência e no rádio aos 16 anos de idade.
Ela foi destaque como uma cantora de jazz longo da década de 1930 e 1940. Em 1950, ela se tornou a primeira mulher negra a ter um programa de TV, The Hazel Scott Show, apresentando uma variedade de entretenimento. Sua carreira na América enfraqueceu depois que ela testemunhou perante o Comitê de Atividades Antiamericanas durante a era McCarthy. Scott, posteriormente, mudou-se para Paris no final da década de 1950 e se apresentou na França, não retornando para os Estados Unidos até o ano de 1967.

## Início da vida
Nascida em Porto de Espanha, Trinidad e Tobago, em 11 de junho de 1920,Hazel  Dorothy Scott era a única filha de R. Thomas Scott, um Africano Ocidental estudioso de Liverpool, Inglaterra, e Alma Long Scott, uma formada pianista clássica e professora de música. A família mudou-se para Nova Iorque quando Hazel tinha quatro anos. Reconhecida como uma criança prodígio musical, a jovem Scott foi premiada com bolsas de estudo para estudo de piano clássico na Juilliard School, a partir dos oito anos de idade. Como adolescente, tocou piano e trompete com sua mãe "Alma Long Scott" em uma banda de jazz feminina, que, por vezes, tinha a aprticipação de Lil Hardin Armstrong.

## Carreira

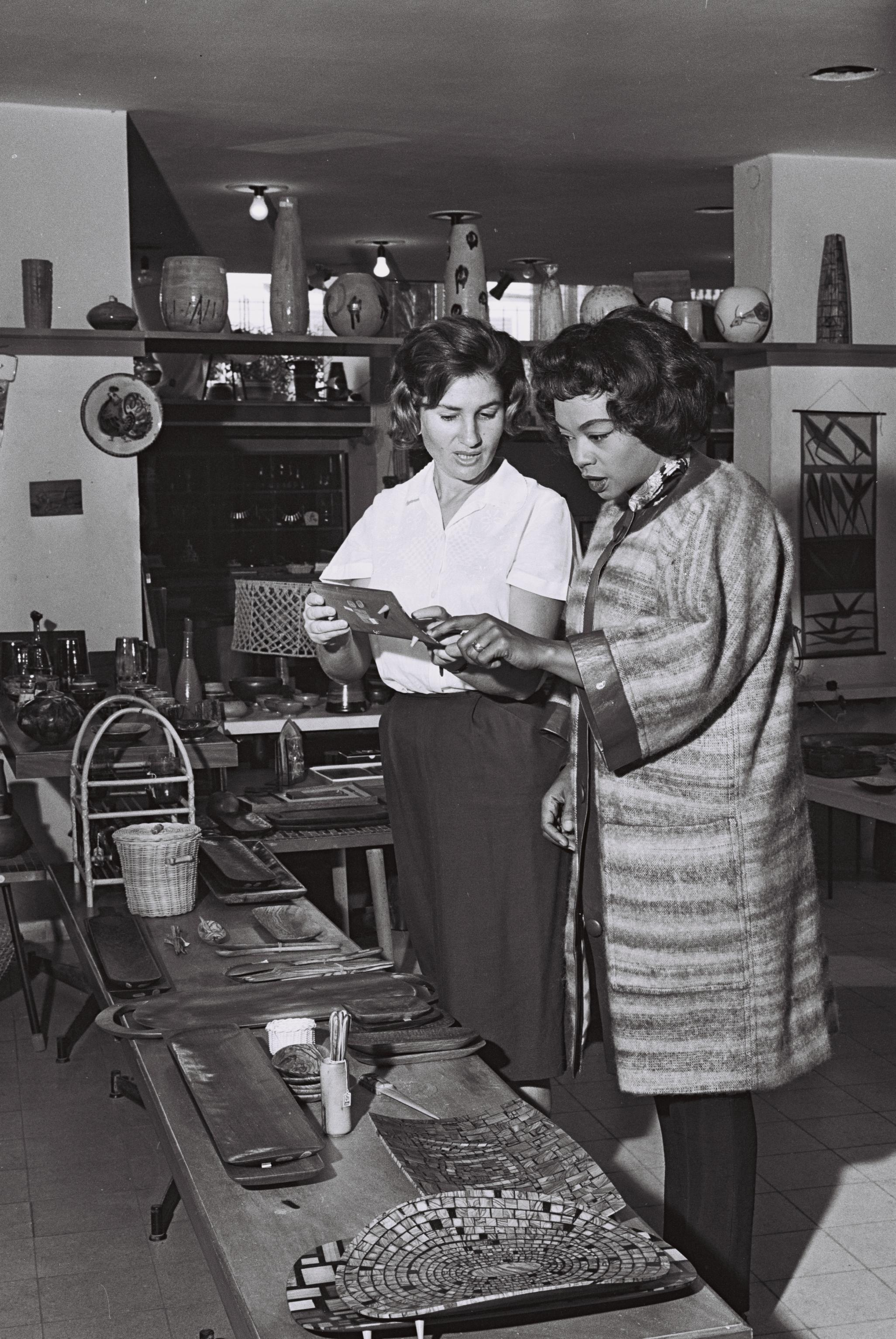
Hazel Scott durante uma visita a Israel, 1962

Aos 16 anos, Hazel Scott tocava regularmente para programas de rádio da Mutual Broadcasting System, ganhando reputação como a "classicista quente". Em meados da década de 1930, ela também se apresentou no Roseland Ballroom com a Count Basie Orchestra. Suas primeiras aparições no teatro musical em Nova York, foram o Cotton Club Revue de 1938, Sing Out the News e The Priorities  de 1942.
Durante toda a década de 1930 e 1940, Scott tocava jazz, blues, baladas, popular (Músicas da Broadway e boogie-woogie) e música clássica em diversas casas noturnas. De 1939 a 1943, ela foi a principal atração em ambos os ramos downtown e uptown em Café Society. Suas performances criaram prestígio nacional para a prática de "agitando os clássicos". em 1945, Scott estava ganhando cerca de 75 mil dólares, cerca de 1 milhão de dólares hoje por ano.
Além de Lena Horne, Scott foi uma das primeiras mulheres Afro-Caribenhas a ganhar papéis principais em mídias de Hollywood. Ela se apresentou como ela própria em várias características, nomeadamente I Dood It(MGM 1943), Broadway Rhythm (MGM 1944), com Lena Horne e, contrariando o elenco totalmente branco em The Heat's On (Columbia 1943), Something to Shout About (Columbia 1943), e Rhapsody in Blue (Warner Bros 1945). Na década de 1940, além de suas aparições em filmes, Scott apresentava concertos De Bach para o Boogie-Woogie no Café Society em 1941 e 1943 no Carnegie Hall.
Ela foi ao primeira afro-americana a ter seu próprio show de televisão,  The Hazel Scott Show, que estreou em DuMont Television Network em 3 de julho de 1950. Variety informou que "Hazel Scott tem um ótimo pequeno show neste pacote modesto", é o "elemento mais atraente" Scott sendo ela própria.

## Lista negra de Hollywood
Scott era comprometida com os direitos civis, especialmente em Hollywood. Ela se recusava a assumir papéis em Hollywood que a apresentasse como uma "empregada cantora". Quando ela começou a atuar em filmes de Hollywood, ela insistiu em ter os privilégios durantes os créditos quando viessem a sua imagem. Além disso, ela exigia controle sobre o seu próprio guarda-roupa, de modo que ela poderia usar sua própria roupa, se ela achava que as escolhas do estúdio eram inaceitáveis. Seu rompimento final com Harry Cohn da Columbia Pictures envolveu "um traje que ela sentiu negros sendo estereotipados". Scott também se recusava a performar em locais segregado quando ela estava em turnê. Uma vez ela foi escoltada desde a cidade de Austin no Texas pelo Texas Rangers, porque ela se recusou a performar quando ela descobriu que os espectadores negros e brancos estavam sentados em áreas separadas. "Por que alguém iria vir me ouvir, uma Negra," ela disse à revista Time, "e recusar a sentar-se ao lado de alguém como eu?"
Em 1949, Scott trouxe um processo contra os donos de um restaurante de Pasco (Washington), quando uma garçonete se recusou a atender Scott e sua companheira de viagem, Sra. Eunice Wolfe, porque "eram negras". A vitória de Scott ajudou os afro-americanos a desafiar a discriminação racial em Spokane, bem como a inspirar organizações de direitos civis "a pressionar a legislatura estadual de Washington a promulgar o Ato de Acomodação Pública" em 1953.
Com o advento do Red Scare na indústria da televisão, o nome de Scott apareceu em Red Channels: Um Relatório sobre Influência Comunista no Rádio e Televisão, em junho de 1950. Scott voluntariamente compareceu perante o Comitê de Atividades Antiamericanas (HUAC). Scott insistiu em ler uma declaração preparada perante a HUAC. Ela negou que ela estivesse "conscientemente conectada com o Partido Comunista ou qualquer uma das organizações da frente, mas disse que havia apoiado a carreira do membro do Partido Comunista Benjamin J. Davis para o Conselho da Cidade, argumentando que Davis era apoiado por socialistas, um grupo que "odiava os comunistas mais e mais ferozmente do que qualquer outro."
Seu programa de variedades de televisão, The Hazel Scott Show, foi cancelado uma semana depois que Scott apareceu perante a HUAC, em 29 de setembro de 1950. Scott continuou a atuar nos Estados Unidos e na Europa, mesmo obtendo participações esporádicas em programas de televisão como Cavalcade of Stars e convidado estrelado por um episódio da série musical da Faye Emerson's Corning Television's Wonderful Town da CBS. O programa de televisão de curta duração de Scott "proporcionou um vislumbre de esperança para os telespectadores afro-americanos" durante uma época de viés racial contínua na indústria de radiodifusão e dificuldades econômicas para músicos de jazz em geral. Scott permaneceu em oposição pública ao macartismo e à segregação racial ao longo de sua carreira.
Para evitar as consequências políticas nos Estados Unidos, Scott mudou-se para Paris no final da década de 1950. Ela apareceu no filme francês Le Désordre et la Nuit (1958). Ela manteve uma carreira constante, mas difícil na França e passeou por toda a Europa. Ela não retornou aos EUA até 1967. Nesse momento, o Movimento dos Direitos Civis levou à legislação federal que encerrou a segregação racial e reforçou a proteção dos direitos de voto de todos os cidadãos, além de outros avanços sociais.
Scott continuou a tocar ocasionalmente em casas noturnas, enquanto também apareceu na televisão diurna até o ano de sua morte. Ela fez sua estréia na televisão em 1973, na novela do diurna da ABC One Life to Live, tocando música de casamento nas núpcias de sua "prima na tela", Carla Grey Hall, retratado por Ellen Holly.

## Vida pessoal
Em 1945, Scott, que era católica, casou-se com Adam Clayton Powell, Jr., um ministro batista e congressista dos EUA, em Connecticut. Eles tiveram um filho, Adam Clayton Powell III, mas divorciaram-se em 1960 após uma separação. Sua relação provocou controvérsia, pois Powell já era casado quando seu relacionamento começou.
No dia 19 de janeiro, 1961, casou-se com Ezio Bedin, um comediante Suíço.

### A morte
Em 2 de outubro de 1981, Hazel Scott, morreu de câncer no Hospital Mount Sinai, em Manhattan. Ela tinha 61 anos e sobreviveu pelo filho Adam Clayton Powell III. Ela foi enterrada no Cemitério Flushing em Queens, Nova York, perto de outros músicos como Louis Armstrong, Johnny Hodges e Dizzy Gillespie (que morreu em 1993).

## Legado
Scott era mais conhecida internacionalmente como intérprete do jazz. Ela também teve conquistas na política, liderando o caminho para os afro-americanos em entretenimento e cinema; e foi bem sucedida na atuação dramática e na música clássica. Scott é lembrada como líder de vários grupos para Decca, Columbia e Signature, entre eles, um trio que consistiu em Bill English e o contrabaixo Martin Rivera e outro com Charles Mingus no baixo e Rudie Nichols na bateria. Seu álbum, Relaxed Piano Moods no rótulo Debut Record, com Mingus e Max Roach, é geralmente o trabalho mais considerado pelos críticos hoje. Ela foi conhecida por seu estilo swinging, atuando no Milford Plaza Hotel nos últimos meses.

## Ligações externos
- Hazel Scott. no IMDb.

- Hazel Scott on Marian McPartland's Piano Jazz on NPR
- Episode 101: The Promise (Biography of Hazel Scott). Nate DiMeo, The Memory Palace [podcast], December 19, 2016.